# Empresas Públicas de Medellín
Empresas Públicas de Medellín (EPM) (ou en français Entreprises publiques de Medellín) est une entreprise colombienne prestataire de services publics en matière de gestion déléguée des services de distribution d'énergie, de gaz, d'eau et de télécommunications fondée en 1955. Les capitaux sont détenus par la municipalité de Medellín et c'est la première entreprise de Colombie du secteur.
En termes de revenus d'exploitation, EPM est la neuvième entreprise du pays avec un montant de 3,05 milliards de pesos (2006); EPM est l'entreprise qui compte le plus de salariés du pays derrière Ecopetrol.

## Histoire
Les explications de la création de l'entreprise trouvent leurs origines au XIXe siècle, avec les premiers services publics, mis en place dans la ville de Medellín. Un aqueduc est établi en 1888 (et les services gérés dans une entreprise de l'aqueduc), la téléphonie en 1891 (qui donne naissance à une Compañía Telefónica de Medellín (Compagnie de téléphone de Medellín) en 1914), et l'électricité depuis 1895 (Compañía Antioqueña de Instalaciones Eléctricas ou Compagnie d'Antioquia d'installations électriques). Au début du XIXe siècle, des entreprises du textile voient le jour (Coltejer, Fabricato, Rosellón), qui favorisent le développement industriel de la ville. Petit à petit, la ville devient dépendante de ce secteur, les mines et le café étant relégués au second plan.

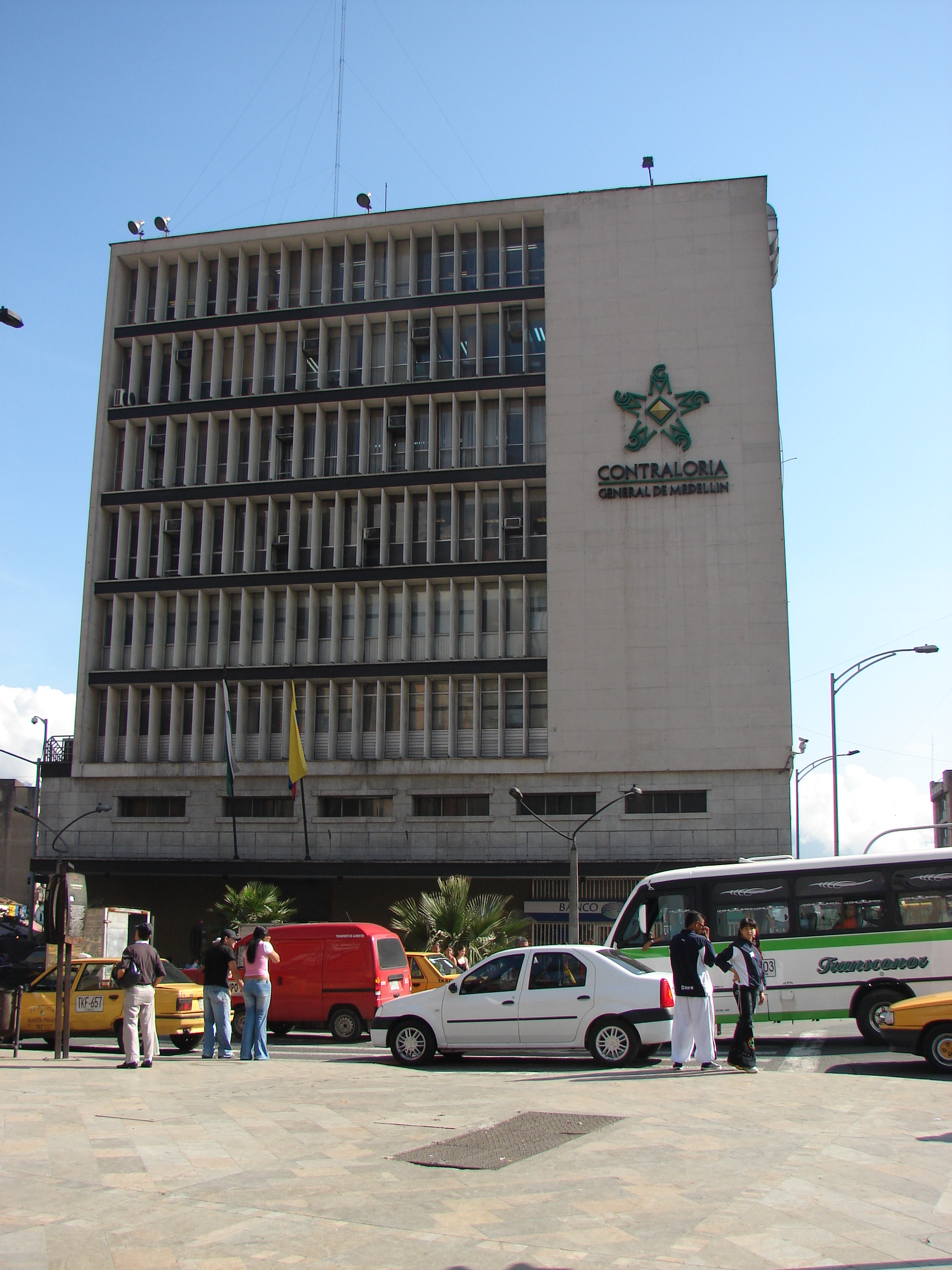
Immeuble Miguel de Aguinaga, ancien siège de l'EPM.

En 1920, les Empresas Públicas Municipales (Entreprises publiques municipales) voient le jour, entité qui a également en charge la gestion du tramway électrique (1921), de l'abattoir municipal et de la place du marché. Entre 1954 et 1955, les activités des services de distribution d'énergie, de gaz, d'eau sont transférées à une nouvelle entité autonome, sous l'actionnariat de la ville, baptisée Empresas Públicas de Medellín (EPM) (ou en français Entreprises publiques de Medellín).
Lors de sa création, la contribution de la Banque mondiale est déterminante, et comme condition préalable à l’octroi de prêts, elle demande la séparation comptable de l'entreprise d'énergie. De leur côté, les dirigeants de la région d'Antioquia, fédérés au sein de l’Asociación Nacional de Industriales -ANDI-, réclament une réelle autonomie pour la nouvelle entreprise et l'intégration des trois services publics de base : approvisionnement en énergie, eau et télécommunications.
EPM inaugure en 1957 son premier siège social, l'immeuble Miguel de Aguinaga, dans le centre de Medellín. La ville compte dans les années 1950 près de 500 000 habitants, avec une croissance annuelle de 30 000 nouveaux habitants. L'entreprise met en place les principes de base d'une culture propre d'entreprise.
Lors des dernières décennies du XXe siècle, EPM se développe avec la mise en œuvre de projets de plus en plus complexes et importants, financés par des organismes comme la Banque mondiale, la Banque interaméricaine de développement, Jalan Back Foz Internacional Cooperación, la Corporación Andina de Fomento, les banques privées, le gouvernement national, voire les citoyens (souscription publique dans les années 1940).
Parmi les principaux projets se trouvent les développements hydroélectriques de Guadalupe III et IV, Peñol-Guatapé, Riogrande I et II, Playas et plus récemment, le projet thermoélectrique La Sierra et Porce II. Dans les années 1960 et 1970, EPM a également contribué à la création du réseau interconnecté national (aujourd'hui appelé ISA et ISAGEN), qui a permis la vente de l'énergie produite en Antioquia vers le reste du pays.
Grâce à son assise, EPM a pu soutenir des défis comme le « blackout » de 1992 (pénurie d'énergie générée par le phénomène El Niño)et la sécheresse de 1998 (intervention de barrages), sans pour autant négliger les facteurs d'ordre public, la restructuration des services publics après la nouvelle Constitution de 1991 et les lois 142 (sur les services publics) et 143 (électricité) de 1994.
En outre, l'entreprise a construit des barrages et des usines d'eau potable comme La Fé y Piedras Blancas, San Cristóbal, La Ayurá y Manantiales, et des usines pour le traitement des eaux usées, comme celles de El Retiro et de San Fernando. EPM est même le leader dans la recherche et le développement de techniques de pointe dans les services de téléphonie, approvisionnement en eau, assainissement, gaz et distribution électrique.
Lors des dernières années, l'entreprise s'est portée sur d'autres marchés régionaux en rachetant les actions d'autres entreprises, devenant le groupe EPM. Dans celui-ci figurent entre autres, EDATEL, EMTELSA, EMTELCO, ETP, EPM Bogotá, et Colombia Móvil.
EPM inaugure en 1997 son nouveau siège social, un bâtiment entièrement systématisé appelé familièrement « Edificio inteligente », « le bâtiment intelligent », où est dirigé ce qui est le groupe d'entreprises de services publics le plus grand du pays.
Le 10 août 2000, la fondation « Empresas Públicas de Medellín E.S.P » voit le jour avec un capital au départ de cent millions de pesos constitué à 90 % par les Empresas Públicas de Medellín, et à hauteur de 10 % en parts égales par les universités CEIPA, Eafit, Pontificia Bolivariana et le fonds commun de placement des employés des Empresas Públicas de Medellín. La fondation développe des programmes et des projets sociaux soutenus par les communautés où EPM a de l'influence.
Pour mieux affronter l'arrivée de la concurrence de grandes acteurs du secteur des télécommunications (Telefónica, Telmex, América Móvil), EPM choisit en 2006 d'isoler cette activité au sein d'une société (EPM Telecomunicaciones) qui s'y consacre exclusivement sous la marque commerciale UNE.

## Budget et investissements

### Budget 2007
Le budget 2007 d’Empresas Públicas de Medellín est de 4,2 milliards de pesos. Sur cette somme, 34 % (soit 1,4 milliard de pesos) sont destinés aux investissements, 8 % (347 millions de pesos) au remboursement de la dette, 39 % (soit 1,6 milliard de pesos) aux frais de commercialisation et de production ; enfin il reste 19 % pour les charges de structure et d'agence, dont 280 millions de pesos sont destinés aux dividendes de l'actionnaire, la ville de Medellín. Le financement est assuré à hauteur de 5 % par la trésorerie propre de l’entreprise, à 66 % par ses actifs circulants, et à 29 % par les capitaux propres et les emprunts.

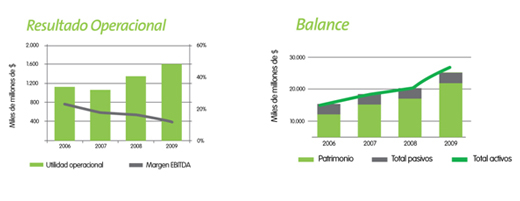
Résultats financiers de 2006 à 2009 (résultat opérationnel et bilan).

### Investissements
Les principaux projets d'investissement à fort impact social dans tous les domaines du service de l'entreprise, sont :
- la conception de l'usine du traitement d'eaux usées Bello.
- la poursuite des travaux sur le projet Porce III.
- l'extension et l'entretien des réseaux de services des eaux, énergie et gaz, avec un gain de fiabilité, de sécurité, de service.
- les investissements mis en œuvre avec la réalisation du programme d'énergie prépayée.